# ابن الزاغوني
أَبُو الْحَسَنِ عَلِيُّ بْنُ عُبَيْدِ اللَّهِ بْنِ نَصْرِ بْنِ عُبَيْدِ اللَّهِ بْنِ سَهْلِ بْنِ الزَّاغُونِيِّ الْبَغْدَادِيُّ ويُعرف اختصارًا بـ ابن الزاغوني (455 – 17 محرم 527هـ / 1063 – 28 نوفمبر [تشرين الثاني] 1132م) إمام وعلامة وشيخ الحنابلة في عصره، مؤلف كتاب الإيضاح في أصول الدين.

## سيرته
ولد سنة 455 هـ. سمع من: أبي جعفر بن المسلمة، وعبد الصمد بن المأمون، وأبي محمد بن هزارمرد، وابن النقور، وابن البسري وعدد كثير، وعني بالحديث، وقرأ الكثير، وأسمع أخاه المعمر أبا بكر ابن الزاغوني. حدث عنه السلفي، وابن ناصر، وابن عساكر، وأبو موسى المديني، وعلي بن عساكر البطائحي، وأبو القاسم بن شدقيني، ومسعود بن غيث الدقاق، وأبو الفرج بن الجوزي، وبركات ابن أبي غالب، وعمر بن طبرزد وآخرون. له اجتهادات وفتاوى انفرد ببعضها منها قوله: أن المستأمن إذا دخل دار الإسلام بتجارة أخذ منه الخمس، وأن الذمي إذا اتجر في دار الإسلام في غير بلده أخذ منه العشر، وهذا غريب مخالف للمأثور عن عمر بن الخطاب ولنصوص الإمام أحمد و أصحابه. الأمر الذي يدل على أن ابن الزاغوني لم يكن مقلداً، وإنما كان يحتكم إلى الدليل، ويأخذ بما أوصله إليه اجتهاده حتى وإن خالف كبار علماء عصره، مما يدل على علو همته وشجاعته، وعلى الحرية الفكرية التي كان يتمتع بها فقهاء الحنابلة داخل جماعتهم.

## ثناء العلماء عليه
- قال ابن الجوزي: «صحبته زمانا، وسمعت منه، وعلقت عنه الفقه والوعظ، ومات في سابع عشر المحرم سنة سبع وعشرين وخمسمائة، وكان الجمع يفوت الإحصاء».
- قال السمعاني: «سمعت حامد بن أبي الفتح ، سمعت أبا بكر ابن الزاغوني يقول : حكى بعضهم ممن يوثق به أنه رأى في المنام ثلاثة ، يقول واحد منهم : اخسف ، وآخر يقول: أغرق ، وآخر يقول : أطبق - يعني البلد - فأجاب أحدهم : لا ، لأن بالقرب منا ثلاثة : عليا ابن الزاغوني، وأحمد ابن الطلاية ، ومحمد بن فلان».

## مؤلفاته
- الإيضاح في أصول الدين
- كتاب المفردات

## وفاته
توفي عام 527 هـ.